# 斯特兰德书店
斯特兰德书店（英語：Strand Bookstore）是美国纽约的一家独立书店。总店位于曼哈顿东村百老汇街828号，距离联合广场两个街区。斯特兰德书店在上西区还有另一家分店，具体位置在第九大道（哥伦布大道）西81街和82街之间。此外，书店在中央公园和时报广场设有书亭，在莫伊尼汉火车站大厅有书籍展示处。斯特兰德书店的标语是“18英里的图书”（18 Miles Of Books），书店所售的文化产品上经常会印有此标语。2016年，纽约时报称其为“纽约独立书店中当之无愧的王者”。

## 概况
斯特兰德书店是家族经营的书店，拥有超过230名员工。许多纽约市著名的艺术家曾在这家书店工作过，包括1970年代的摇滚音乐家：帕蒂·史密斯——她声称自己不喜欢这段经历，因为书店“不是很友好”——以及汤姆·魏尔伦，他喜欢摆放在店外的折扣书车。
斯特兰德书店工会已经成立三十多年。2012年4月5日，书店的工会员工拒绝了新合同；同年6月15日，员工通过了新合同。
除了主店和中央公园的书亭外，书店还在20世纪80年代开设了一个名为“斯特兰德书店附属店”的分店，最初位于南街海港区的弗朗特街。1996年，它搬到了金融区的富尔顿街和戈尔德街，但最终于2008年9月22日因租金上涨而关闭。位于熨斗区的分店于2013年开业，时报广场的夏季售书亭于2016年开业。2020年，斯特兰德计划在上西区开设新店的计划因新冠疫情推迟。
2005年，斯特兰德书店的主店进行了大规模的翻新和扩建，新增了电梯和空调，并对楼层进行了重新组织，以方便顾客浏览。书店也开始销售打折的新书和文创商品。
书店早期只有约7万本书，到20世纪60年代中期增加到50万本。到了90年代，书籍数量达到250万本，为此书店租用了位于布鲁克林日落公园的一个仓库。当时，斯特兰德书店在售的最古老的书籍是一版《倫理學大綱》，售价为4500美元。最昂贵的书是詹姆斯·乔伊斯的一本《尤利西斯》，售价为3.8万美元。尽管书店依旧沿用“18英里的书”的口号，现在已经拥有超过“23英里”的书籍。

## 历史

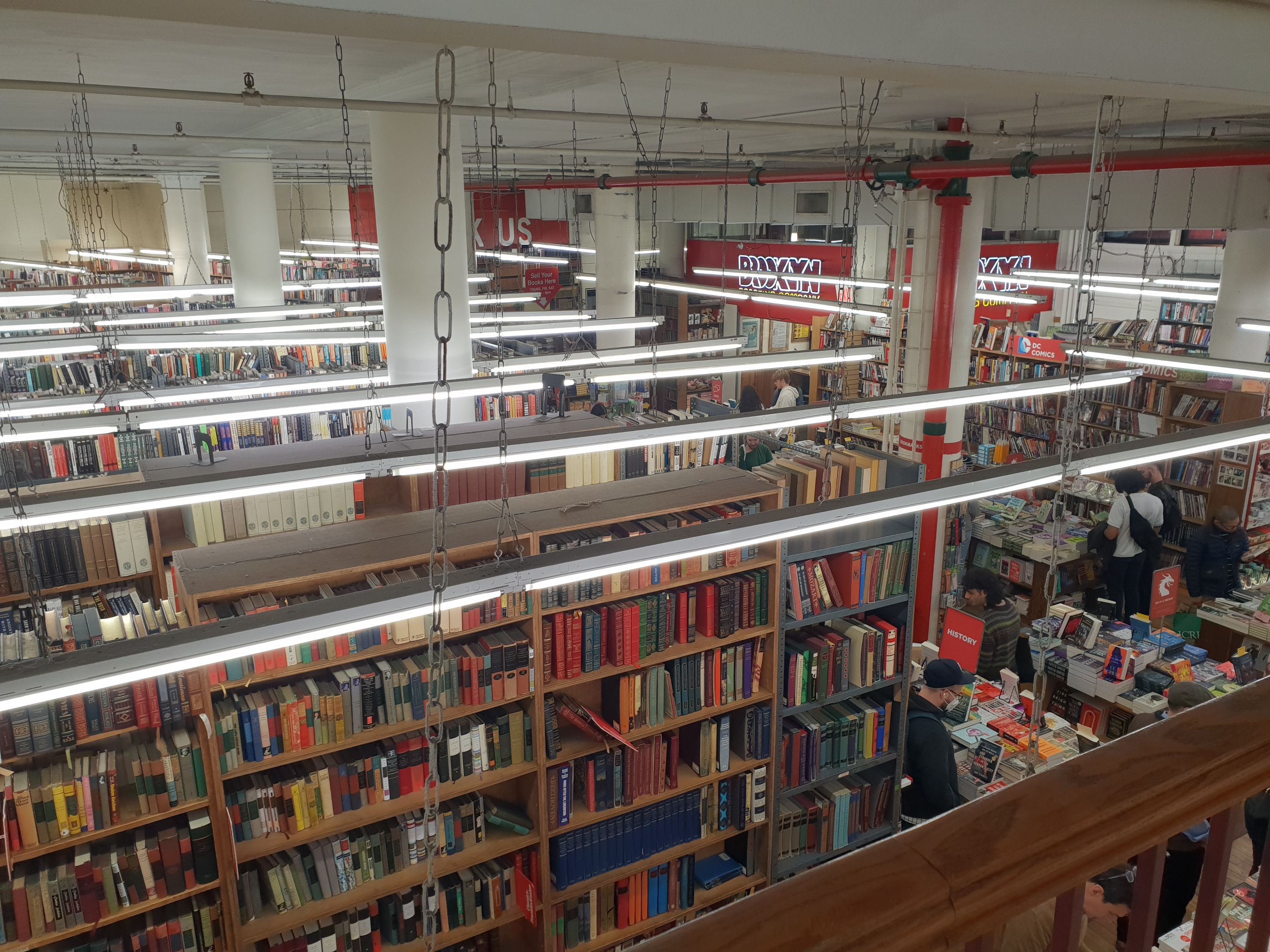
书店一层空间

斯特兰德书店的创始人本杰明·巴斯（英語：Benjamin Bass）在17岁时从立陶宛移民到美国。他曾从事信使、推销员和地铁工人等工作，后来偶然发现了位于第四大道阿斯特广场与联合广场之间的二手书区。他创办的第一家书店名为Pelican书店，位于格林街附近的第八街，但该书店并未取得成功。1927年，巴斯凭借自己存下的300美元和借来的300美元，创立了斯特兰德书店，其名称灵感来源于英国的一条街道。书店创立初期，巴斯居住在店里，睡在一张简易床上。依靠他广泛的人脉网络，斯特兰德书店在1929年的大萧条中得以存活。此外，当时书店的房东是纽约市显赫的斯泰弗森特家族的最后一位成员。在巴斯无力支付租金的困难时期，这位房东慷慨地帮助书店渡过了难关。巴斯后来偿还了债务，并在二战时期的租金控制政策下，自愿按计划支付逐步上涨的租金。租金控制期结束后，斯图伊文森特家族为其他产业中的业主提高了两倍租金，但对Strand书店却没有涨租。

当时斯特兰德书店坐落的第四大道曾有48家书店，被人们称为“书街”。书店的聚集始于1890年，在1930年代的大萧条以及1950年代租金上涨的影响下逐渐消失。

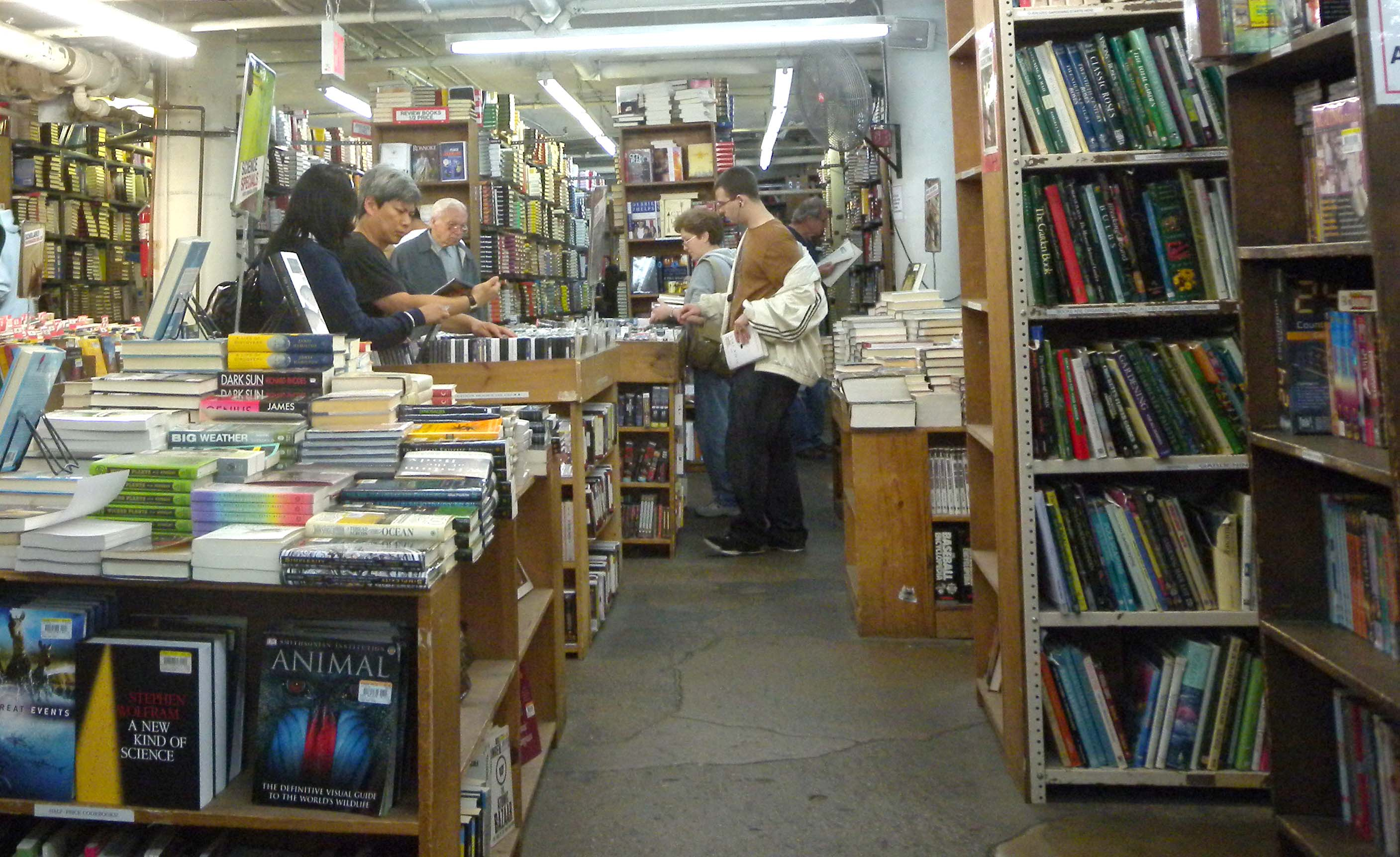
斯特兰德书店存放样书的地下室空间

本杰明·巴斯于1978年去世。巴斯的儿子弗雷德·巴斯（英語：Fred Bass）在13岁时就开始在周末到店里工作，并于1956年接管了这家书店。次年，他将斯特兰德书店搬到了现址——东12街与百老汇的交界处。此后，书店扩展到整栋楼的一楼，并在1970年代扩展到三层。1996年，巴斯以820万美元的价格购买了这栋建筑，斯特兰德书店成为世界上最大的二手书店。如今，书店占据了三层半空间，并有额外的一层半用于办公。
斯特兰德书店还有两个售书亭，一个位于时代广场，另一个位于中央公园，并在苏豪区的“艺术与跳蚤市场”中设有快闪店。此外，他们还参加位于联合广场、布莱恩特公园和哥伦布圆环的假日市场。
巴斯的女儿南希·巴斯·怀登（英語：Nancy Bass Wyden）（现任斯特兰德书店所有者）从6岁起就开始帮助店里工作，为员工削铅笔。16岁时，她开始接电话点单、收银并管理中央公园的售书亭。在获得威斯康星大学的MBA学位并在埃克森美孚短暂工作后，她回到纽约加入父亲的书店。怀登于1986年正式成为书店经理。她创建了书店的图书定制部门，为客户策划私人书籍收藏和定制图书馆。此外，她于2005年主导了书店的大规模翻，并推出了斯特兰德书店官方周边（如T恤和帆布包）商品。这些商品现在占书店收入的15%以上。
2017年11月，在父亲退休后，怀登成为书店的共同所有者。随着父亲于2018年1月去世，她成为唯一的所有者。
怀登的丈夫是俄勒冈州的参议员荣·怀登，他们在怀登前往波特兰参观鲍威尔书店时相识。
2021年12月22日，书店员工本·麦克福尔（英語：Ben McFall）去世。麦克福尔自1978年起就在斯特兰德书店工作，是任职时间最长的员工。虽然他没有在斯特兰德书店的管理层中担任正式职位，但他是唯一一个独自掌管书店某个特定区域（小说区）的员工，也是唯一一个拥有专属办公桌的员工。怀登称麦克福尔为“斯特兰德书店的心脏”。

### 抗议成为地标
2018年12月，纽约市地标保护委员会举行听证会，讨论将斯特兰德书店列为城市地标。书店所有者南希·巴斯·怀登反对这项提名，表示这将影响对书店的翻新工作，增加运营成本，并阻碍施行除书店之外的独立事业。她把书店所受到的对待和亚马逊纽约第二总部作对比，声称“并不要求资金或退税，只希望不要干扰我们”。委员会在2019年6月11日通过了将书店列为纽约市地标的决议，并表示“很少有建筑”因为管理不当而遭受损失。关于地标认定的决定可以向纽约市议会提出上诉。

### 2020年相关争议
2020年3月，由于COVID-19疫情的影响，斯特兰德书店解雇了大部分员工。然而，尽管当时书店已解雇了188名员工，只保留了少于24个岗位，它仍在4月通过工资保护计划获得了100至200万美元的贷款，该计划要求维持212个工作岗位。2020年7月，书店再次解雇了12名新雇佣的员工。到了10月23日，书店所有者南希·巴斯·怀登在推特上发布声明，称书店正面临倒闭危机。这次求助活动取得了显著成效，短短一周内，书店收到了2.5万个线上订单。但这一举措也引发了一些批评，尤其来自此前关注书店劳工问题的群体。
巴斯·怀登因在4月和5月通过亚马逊采购了价值11.5万美元的图书库存（并在6月追加了价值6万至20万美元的采购）而受到批评。此前，她曾公开指责亚马逊对斯特兰德书店的生存构成威胁。

## 流行文化
- 斯特兰德书店曾出现在电影《六度分离（英语：Six Degrees of Separation (film)）》、《美味关系》和《记得我》，其中在《记得我》中。在《记得我》中，罗伯·派汀森饰演了一名在斯特兰德书店工作的员工。[42]
- 斯特兰德书店及其所有者南希·巴斯·怀登出现在2020年的纪录片《书商（英语：The Booksellers）》中，该片记录了古董书交易的故事。[43]